# جلال علی‌اف
جلال علی‌اف (ترکی آذربایجانی: Cəlal Əlirza oğlu Əliyev; ۳۰ ژوئن ۱۹۲۸ – ۳۱ ژانویهٔ ۲۰۱۶) دانشمند آذربایجانی و دارنده نام افتخار «خادم علم افختاری»، عضو هیئت رئیسیه و آکادمیسین آکادمی ملی علوم جمهوری آذربایجان، پروفسور علوم زیست‌شناسی و نماینده مجلس ملی این کشور بود.

## زندگی‌نامه
جلال علی‌اف ۳۰ ژوئن سال ۱۹۲۸ در شهر نخجوان آذربایجان شوروی زاده شد. او دانش‌آموخته رشته «طبیعت- جغرافیا» از دانشگاه تربیت مدرس نخجوان و همچنین زیست‌شناسی از دانشگاه دولتی آذربایجان بود. وی عضو حضوری آکادمی ملی علوم جمهوری آذربایجان و آکادمی علوم کشاورزی روسیه، و همچنین عضو غیرحضوری خارجی آکادمی‌های علوم کشاورزی کشورهای اوکراین و بلاروس بود.

## کارنامه
جلال علی‌اف فعالیت‌های شغلی خود را در سال ۱۹۴۸ به عنوان محقق در کرسی فیزیولوژی گیاه دانشگاه دولتی آذربایجان آغاز نمود. از سال ۱۹۵۴ برای مدتی به عنوان پژوهشگر، پژوهشگر ارشد و رئیس آزمایشگاه فعالیت داشت. بین سال‌های ۱۹۷۱ تا ۱۹۹۰، در سمت‌هایی مانند مدیر کارگروه فیزیولوژی فتوسنتز، رئیس آزمایشگاه، و رئیس بخش مشغول به کار شد.
جلال علی‌اف در کنار عضویت در شورای سیاسی حزب آذربایجان نوین، نماینده دوره‌های یکم، دوم و سوم مجلس ملی جمهوری آذربایجان بود. در ۷ نوامبر سال ۲۰۱۰، از حوزه انتخابیه ۶۲ شهرستان ساعتلی مجدداً رای آورده و به مجلس ملی راه یافت. او ریاست گارگروه روابط بین پارلمانی آذربایجان و آلمان را نیز در کارنامه خود داشت.
وی به خاطر فعایت‌های علمی و سیاسی، ۲۹ ژوئن سال ۱۹۹۸ نشان استقلال را از رئیس‌جمهور آذربایجان دربافت کرد. در ۱۸ آوریل ۲۰۱۴ نیز از وی در پاس پژوهشهای سازنده و موفقیت‌هایش با اهدای «جایزه حسن‌بیگ زردابی» تقدیر به عمل آمد.
جلال علی‌اف پس از تحمل طویل‌المدت بیماری ۳۱ ژانویه سال ۲۰۱۶ درگذشت. جنازه وی در پارک مفاخر باکو تدفین شد.
جلال علی‌اف به زبان‌های ترکی آذربایجانی، روسی و انگلیسی به خوبی مسلط بود.

## جوایز و نشان‌ها
- «نشان سرخ کار» شوروی (۱۹۷۸، ۱۹۸۶)[۷]
- «خادم علم افتخاری» آذربایجان شوروی (۲ دسامبر ۱۹۸۲)
- نشان استقلال (۲۹ ژوئن سال ۱۹۹۸)
- «مدرک افتخاری» رئیس‌جمهور آذبایجان (۳۰ ژوئن سال ۲۰۰۸)[۸]
- «نشان شرف» (۳ ژوئن سال ۲۰۱۳)